# Algemesí
Algemesí é um município da Espanha na comarca da Ribera Alta, província de Valência, Comunidade Valenciana. Tem 41,5 km² de área e em 2021 tinha 27 305 habitantes (densidade: 658 hab./km²).